# Фурдуешти (Арђеш)
Фурдуешти (рум. Furduești) насеље је у Румунији у округу Арђеш у општини Ратешти. Oпштина се налази на надморској висини од 228 m.

## Становништво
Према подацима из 2002. године у насељу је живело 598 становника, од којих су сви румунске националности.